# Allèves
Allèves é uma comuna francesa na região administrativa de Auvérnia-Ródano-Alpes, no departamento de Alta Saboia. Estende-se por uma área de 8,81 km². Em 2010 a comuna tinha 423 habitantes (densidade: 48 hab./km²).